# Мане Бајић
Мане Бајић (Београд, 7. децембар 1941 — Београд, 6. март 1994) био је фудбалер Партизана, Олимпика из Лила и репрезентације Југославије.

## Спортска каријера

### ФК Партизан
Бајић је своју фудбалску афирмацију доживео у Партизану, у коме је играо у периоду од 1962. па до 1970. године. За овај период одиграо је укупно 451 утакмицу, од тога 154 првенствене и постигао је 102 гола, од тога 15 првенствених голова.
Са Партизаном је освојио две шампионске титуле Југославије у сезонама 1962/63 и 1964/65. Са екипом Партизана је остварио и свој највећи успех, играо је у финалу Купу шампиона 1966. године у Бриселу против Реала из Мадрида.

### Куп шампиона са Партизаном
Освајањем титуле шампиона Југославије у сезони 1964/65, Партизан је стекао право да игра у Купу шампиона Европе. Тадашње Партизанове бебе, предвођене тренером Матекалом представљале су озбиљног ривала било ком тадашњем Европском клубу.
Партизан је на већини утакмица Купа шампиона играо у следећем саставу:
- (1) Шошкић (голман), (2) Јусуфи, (3) Васовић (капитен), (4) Рашовић, (5) Михајловић, (6) Ковачевић, (7) Бечејац, (8) Мане Бајић, (9) Хасанагић, (10) Галић, (19) Пирмајер. Тренер је био Абдулах Гегић.

Партизан је у предтакмичењу за противника добио Француског првака Нанта. Победом у Београду са 2:0 и нерешеним резултатом у гостима 2:2, прва препрека је била прескочена са укупим скором од 4:2.
Следећи противник је био првак Немачке Вердер из Бремена. Вердер је елиминисан укупним резултатом 3:1. У Београду 3:0 и у Бремену 0:1.
У четвртфиналу Партизан је за противника добио првака Чехословачке, Спарту из Прага. Прву утакмицу у Прагу Партизан је изгубио са 4:1, док је другу утакмицу у Београду победио са резултатом 5:0 и тиме са укупним скором од 6:4 се квалификовао у полуфинале.
У полуфиналу је Партизана чекао шампион Енглеске, Манчестер јунајтед. Међутим Партизанове бебе су и овај пут успешно одрадиле задатак укупним скором од 2:1 (2:0 у Београду и 0:1 у Лондону) пребродиле су и ову препреку и пласирале се у финале.
Финале Купа европских шампиона се играло у Бриселу 11. маја 1966. године и противник Партизана је био првак Шпаније Реал из Мадрида. Играло се на чувеном стадиону Хејсел пред 55.000 гледалаца. Партизан је у свему био равноправан противник Реалу и у 55 минуту је повео поготком Велибора Васовића. На жалост играча Партизана то је било све што су могли да учине. Погоцима Амансија и Серене, Реал је успео да порази Партизан и освоји титулу шампиона континента.
| 11. мај 1966. Финале Купа шампиона |             |             |                                                                                |
| Реал Мадрид                        | 2 : 1       | Партизан    | Град: Брисел Стадион Хејсел Судија: Рудолф Критлен (Немачка) Гледалаца: 55.000 |
| Амансио 70’ · Фернандо Серена 76’  | (Репортажа) | Васовић 55’ | Град: Брисел Стадион Хејсел Судија: Рудолф Критлен (Немачка) Гледалаца: 55.000 |

| · Реал Мадрид | · Партизан |

| ФК Реал Мадрид: |    |                           |
|                 |    |                           |
| ГО              | 1  | Хосе Аракистан            |
| ОД              | 2  | Пачин                     |
| ОД              | 3  | Педро де Фелипе           |
| ОД              | 4  | Игнацио Зоко              |
| ОД              | 5  | Мануел Санчис             |
| СР              | 6  | Пири                      |
| СР              | 7  | Мануел Веласкез           |
| СР              | 8  | Фернандо Серена           |
| НА              | 9  | Амансио Амаро             |
| НА              | 10 | Рамон Гросо               |
| НА              | 11 | Франсиско Генто (капитен) |
| Тренер:         |    |                           |
| Мигел Муњоз     |    |                           |

| ФК Партизан:  |    |                           |
|               |    |                           |
| ГО            | 1  | Милутин Шошкић            |
| ОД            | 2  | Фахрудин Јусуфи           |
| ОД            | 3  | Велибор Васовић (капитен) |
| ОД            | 4  | Бранко Рашовић            |
| ОД            | 5  | Љубомир Михајловић        |
| СР            | 6  | Владица Ковачевић         |
| СР            | 7  | Радослав Бечејац          |
| СР            | 8  | Мане Бајић                |
| НА            | 9  | Мустафа Хасанагић         |
| НА            | 10 | Милан Галић               |
| НА            | 11 | Јосип Пирмајер            |
| Тренер:       |    |                           |
| Абдулах Гегић |    |                           |

### ФК Олимпик Лил
После Партизана, 1970. године Бајић налази ангажман у иностранству, у Француска|Француском клубу Олимпик из Лила. У Олимпику проводи две сезоне и за то време, за Лил игра 38 првенствених утакмица и постиже 4 гола. после Лила завршава своју активну играчку каријеру.

## Репрезентација Југославије
За најбољу селекцију Југославије, Бајић је одиграо две утакмице. Деби је имао 6. новембра 1966. године на пријатељској утакмици против Бугарске у Софији. Југославија је изгубила са 6:1.
Опроштај од репрезентације, Бајић је имао 30. априла 1969. године на утакмици, у квалификацијама за светско првенство 1970 у Мексику, против Шпаније у Барселони. Југославија је ову утакмицу изгубила са 2:1.
Репрезентација Југославије је играла у следећем саставу:
- (1) Ћурковић (голман), (2) Мане Бајић, (3) Грачанин, (4) Павловић, (5) Пауновић, (6) Холцер (7) Бјековић, (8) Тривић, (9) Осим, (10) Аћимовић, (11) Џајић. Замене Катић, уместо Бјековића и Пирић, уместо Аћимовића. Селектор је био Рајко Митић.

| 30. април 1969. Квалификације за светско првенство |                  |              |                                                                              |
| Шпанија                                            | 5-1              | Југославија  | Град: Барселона Камп Ноу Судија: Рудолф Шерер (Швајцарска) Гледалаца: 30.000 |
| Бустиљо 20’ · Амансио 27’                          | (Репортажа #318) | Павловић 66’ | Град: Барселона Камп Ноу Судија: Рудолф Шерер (Швајцарска) Гледалаца: 30.000 |

## Играчка статистика у ФК Партизан
Статистика са Партизановог сајта
| Такмичење                  | Број утакмица | Број голова |
| -------------------------- | ------------- | ----------- |
| Првенствене                | 208           | 34          |
| Интернационалне            | 55            | 4           |
| Пријатељске                | 141           | 54          |
| Куп Југославије            | 16            | 5           |
| Куп европских шампиона     | 13            | 2           |
| Куп сајамских градова      | 6             | 0           |
| Турнир у Вијаређу, Италија | 3             | 1           |
| Куп ослобођења Београда    | 1             | 1           |
| Турнир у Мостару           | 2             | 0           |
| Лига шампиона Југославије  | 6             | 1           |
| Укупно                     | 451           | 102         |